# Aeronomie
Aeronomie je vědní obor, který se zabývá stavbou, vlastnostmi a změnami atmosféry nad troposférou. Studuje vliv Slunce na Zemi, dále noční svítící oblaky, polární záře, světlo, ionosféru, ozonosféru, halové jevy a mnoho dalšího.